# Garden City (Idaho)
Garden City város az USA Idaho államában, Ada megyében. Lakosainak száma 12 316 fő (2020. április 1.).

## Népesség
A település népességének változása:

| 2010 | 10 972 |
| 2020 | 12 316 |